# Lamprodila gautieri
Lampra gautieri, Psiloptera (Lampetis) aurostriata
Espèce
Synonymes
- †Lampra gautieri
- †Psiloptera (Lampetis) aurostriata Piton, 1940

Lamprodila gautieri est une espèce fossile d'insectes coléoptères de la famille des Buprestidae et du genre Lamprodila.

## Classification
L'espèce Lampra gautieri est décrite en 1902 par le naturaliste français Charles Bruyant (d) (1869-1916),,. 

### Fossiles
L'holotype est conservé à la faculté des sciences de Clermont-Ferrand, et vient de la localité de Menat.

### Citations
Lampra gautieri est citée en 1937 par les paléontologues français Louis Émile Piton (1909-1945) et Nicolas Théobald (1903-1981),.

### Synonymes
Psiloptera (Lampetis) aurostriata Piton, 1940 est un synonyme de Lampra gautieri depuis la déclaration de Jean Balazuc (d) et André Descarpentries (d) en 1964,.

### Renommage
L'espèce Lampra gautieri est renommée en 2008 en Lamprodila gautieri par l'entomologiste américain Charles Lawrence Bellamy (d) (1951-).

## Galerie
- Quelques espèces vivantes du genre Lamprodila.
- Lamprodila festiva.
- Lamprodila gloriosa.
- Lamprodila leoparda.
- Lamprodila mirifica.
- Lamprodila rutilans.
- Lamprodila sarrauti.

### Publication originale
- [1902] C. Bruyant, « Buprestide fossile des Lignites de Menat, Lampra gautieri », Revue Scientifique du Bourbonnais, vol. 15,‎ 1902, p. 63-65.